# 해외 위난지역에서의 여권사용 제한 사건
해외 위난지역에서의 여권사용 제한 사건은 대한민국의 유명 헌법재판소 판례이다.

## 사실관계
청구인들은 아프가니스탄에서 봉사활동을 하다가 대사관으로부터 교민철수명령을 받고 일시 귀국한 의사들로 다시 아프가니스탄으로 출국하려 하였으나 외교통상부장관의 ‘여권의 사용제한 등에 관한 고시'로 인해 출국이 어렵자 자신들이 오직 인도주의적 목적으로 봉사활동을 위하여 아프가니스탄으로 가려고 하였음에도 테러위험을 이유로 줄국을 금지하는 것은 거주• 이전의 자유， 종교의 자유 및 평등권을 침해하는 것이라고 주장하면서 헌법소원심판을 청구하였다.

## 관련조문
여권법 제9조의2

## 결론
기각

## 이유
우리 헌법은 모든 국민은 거주·이전의 자유를 가진다고 하면서도 국가에게 재외국민이 체류하는 지역에서 부당한 대우를 받지 않도록 보호할 의무를 부여하고 있다”며 “외교통상부의 고시는 국민의 생명·신체 및 재산을 보호하기 위해 해외 위난지역으로의 출국을 사전에 방지하고자 한 것으로 그 목적의 정당성과 수단의 적절성이 인정된다”

## 참고 문헌
- 2008-07-02 법률신문 해외위난지역 방문, 한시적 금지는 합헌[깨진 링크(과거 내용 찾기)]
- 헌법재판소 2008.6.26. 2007헌마1366 [기각] (여권의 사용제한 등에 관한 고시 위헌확인)
- 외통부, 위험국가 여행금지 제도 놓고 토론 실시중 크리스찬투데이 2012.03.06

## 같이 보기
- 여권법
- 여행금지제도